# Chronologie des faits économiques et sociaux dans les années 1740
Chronologie de l'économie
Années 1730 - Années 1740 - Années 1750

## Événements
- 1740 : le commerce entre la Chine et l’Occident représente environ 20 navires par an, le double en 1780 (soieries, porcelaine, thé). Ce commerce est déficitaire pour les européens qui soldent le déficit en or et en argent[1].
- 1741-1743 : une terrible famine décime la population soudanaise[2].
- 1741-1760 : 
  - apogée de l’or du Brésil[3] ; la production annuelle moyenne est de 14 600 kg[4]. 100 000 esclaves travaillent à prospection[5].
  - la production moyenne annuelle d’argent de l’Amérique espagnole est de 464 tonnes[6].
- 1743 : Saint-Domingue produit 43 000 tonnes de sucre par an[7]. Les Antilles britanniques produisent 24 000 tonnes au total[8].

### Europe
- 1738-1747 : une épizootie de peste bovine commence en Hongrie (1738) pour passer à la faveur de la guerre de Succession d’Autriche en Bohême, en Bavière et en Allemagne du Sud (1742) puis en France (1743-1747), en Hollande (1744-1746), en Angleterre (1745-1759), au Danemark et en Suède (1745-1749), en Prusse (1745), en Basse-Saxe et en Saxe (1746), puis en Courlande (1747), en Lituanie prussienne (1750) et en Livonie (1753)[9].
- 1739-1752 : années froides en Europe. Avancée des glaciers dans les Alpes (1740-1750). Maximum alpin  perceptible dès 1741 à Chamonix et se généralisant dès 1743 et jusqu'en 1751 au moins. Maximum historique des glaciers norvégiens et islandais (1742-1745)[10].
- 1739-1748 : crises de subsistance en Norvège (1739-1742, 1748)[11], en Italie (1740), en Allemagne (1740-1741)[12].
- 1740 : Dantzig exporte 40 000 tonnes de céréales (250 000 tonnes en 1649)[13].
- 1740-1741 : la famine fait peut être quatre cent mille morts en Irlande[14].
- 1740-1750 : construction d’une route postale entre Moscou et Astrakhan par Tsaritsyne, avec une liaison entre Tsaritsyne et Kiev. Industrie du drap à Voronej en Russie. Le marchand Poustolov obtient d’importants privilèges (1740-1750)[15].

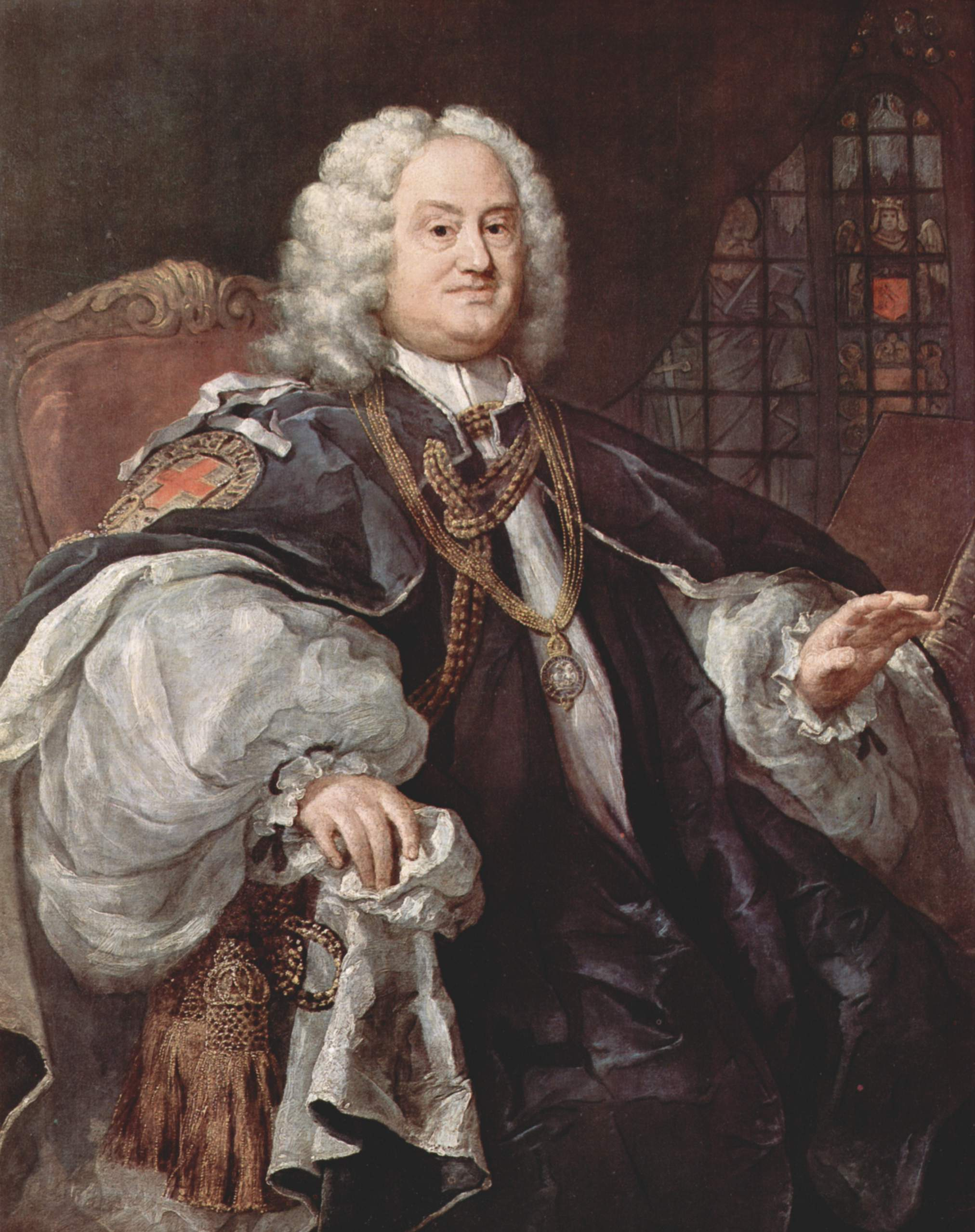
Portrait d'un représentant de la gentry : l'évêque Benjamin Hoadly, peint par William Hogarth vers 1743.

- Vers 1740 : la société anglaise reste dominée par les possesseurs de terres. Environ deux-cent lords, issus de la vieille noblesse, ont conservé leur richesse et certains privilèges, dont celui des aînés de siéger à la Chambre des lords. La gentry (15 000 maisons), qui possède la moitié du sol, n’a aucun droits ni privilèges. Cette aristocratie assure l’encadrement politique et administratif (députés aux communes, juges de paix, officiers, ministres, évêques). La paysannerie est divisée en freeholders (propriétaires), menacés par les grands domaines et les enclosures, farmers (fermiers) et cottagers (journaliers). Les grands négociants dominent le monde économique et accèdent souvent à la gentry par l’achat de terres. Les marchands-fabricant animent les manufactures dispersées, fournissant des ressources d’appoint aux cottagers. Aucune structure juridique ne bloque les mécanismes d’ascension sociale][16].
- Après 1740 :
  - développement des fabriques d’indiennes catalanes[17].
  - essor du commerce en Autriche[18].
  - expansion des exportations, en particulier celle des produits cotonniers et lainiers, pendant les années 1740 en Angleterre. La consommation de laine brute double entre 1740 et 1799[19].
- 1743 : crise agricole en Scandinavie. Hausse de la mortalité[20].
- Vers 1745 : fondation des manufactures de porcelaines de Chelsea à Londres[21].
- 1746-1749 : le hospodar Constantin Mavrocordato abolit le servage en Valachie (1746) et en  Moldavie (1749)[22].
- 1748 : oukase ordonnant la fermeture des forges, distilleries et verreries dans un rayon de 200 km autour de Moscou, pour arrêter le déboisement[23].
- 1749 : 
  - premier cadastre thérésien ; il ne concerne que le « rustical », les tenures paysannes dans les possessions des Habsbourg[24]. La propriété paysanne est clairement séparée des possessions de la noblesse[18].
  - établissement d’une manufacture de drap à Kladruby (Bohême)[25].
  - Russie ; découverte du premier gisement de pétrole russe[26]. Rétablissement des collèges des mines et des manufactures, supprimés en 1725[15].

#### France
- 1739-1746 : rafraichissement du climat. L’hiver rude de 1739-1740 suivit d’une année froide et d’une mauvaise récolte provoque la mort d'environ 100 000 personnes[27].
- 1739-1740 : Philibert Orry parvient à équilibrer le budget de l’État[28].
- 1740 : le commerce extérieur français est estimé à 430 millions de livres tournois, dont 306 pour le commerce intra-européen[29].
- 1744 : conflits sociaux dans l'industrie de la soie à Lyon. Une grève des « tireuses de corde » et des « ouvriers-fabricants » contre un édit royal favorable aux marchands soyeux tourne à l'émeute[30].
- 1747 : la dysenterie provoquée par la canicule entraine la mort de 200 000 personnes[27].
- 1747-1748 : fortes hausses des prix du blé à la suite de récoltes médiocres (1746-1747). Crise de mortalité consécutive, particulièrement dans l’Est et le Midi. Baisse de la nuptialité et de la natalité[31].
- 1748 : mauvais état des finances du royaume de France après la guerre. L’économie, à l’exception du commerce colonial, n’a pas été trop durement touchée et se maintient[32].
- 1748-1750 : grèves des ouvriers tondeurs de la manufacture de Sedan[33].

- Au XVIIIe siècle, avec de fortes disparités régionales, l’Église contrôle environ 15 à 20 % des sols, la noblesse de 15 à 20 %, les citadins de 30 à 40 %, la paysannerie de 20 à 40 %. Nobles, hommes d’Église et bourgeois font rarement valoir directement leurs terres et en confient l’exploitation à des fermiers ou à des métayers. Les paysans propriétaires cherchent souvent un complément de ressources dans des terres louées à fermage ou à métayage. Les communautés villageoises, qui s’administrent elles-mêmes (biens communaux, droits d’usage, perception des impôts), sont soumises au régime seigneurial. Le seigneur est réputé propriétaire des terres du finage, et perçoit pour cela des redevances sur la récolte (champarts), sur les services (banalités), sur la terre (cens), sur les transactions et héritages (lods et ventes), sur le commerce local (droits de marché, octroi, péage). Il est souvent propriétaire d’une portion de terroir, la réserve, qui se distingue des tenures et censives des tenanciers. Quand cette directe est forte, les prélèvements se font plus légers que si elle est faible ou inexistante[34].

Le prix constaté du blé stagne au cours de la décennie en France, y compris si l'on prend en compte l'évolution parallèle du salaire horaire, selon l'économiste Jean Fourastié, qui a démontré l'importance de l'Histoire de la culture des céréales sur celle de l'économie, également pour cette décennie inégale dans l'approvisionnement en céréales:
| Années                                     | 1740 | 1741 | 1742 | 1743 | 1744 | 1745 | 1746 | 1747 | 1748 | 1749 |
| Prix observé du quintal de blé (en livres) | 16,2 | 18,8 | 14,2 | 10,4 | 10   | 10   | 12,4 | 16   | 18,2 | 16,5 |
| Prix réel (ajusté du salaire horaire)      | 203  | 235  | 177  | 130  | 126  | 126  | 155  | 200  | 227  | 207  |

## Démographie
- 1740 :
  - la population mondiale est estimée à 771 millions d'êtres humains ; 505 millions en Asie, 141 en Europe, 104 en Afrique, 18 en Amérique, 3 en Océanie[36].
  - la Nouvelle-Angleterre compte 900 000 habitants, dont 150 000 esclaves noirs.
  - les territoires héréditaires des Habsbourg comptent 7,4 millions d’habitants[37].
  - la Hongrie compte 3,6 millions d’habitants[37].
  - à son avènement, Frédéric II de Prusse règne sur trois millions d’habitants et dispose d’une armée de 76 000 hommes[38] (200 000 en 1786)[39]. Berlin compte 90 000 habitants[40]. En s’emparant de la Silésie en 1742, Frédéric II augmente le territoire prussien de 36 000 km2 et sa population de 1,5 million d’habitants.
  - 5,7 millions d’habitants en Angleterre.
- Après 1740 : Barcelone atteint 130 000 habitants[41].
- 1745 :
  - 25,3 millions d’habitants dans les frontières actuelles de la France. La population française entre dans une phase d'augmentation rapide de 1743 à 1771[42].
  - 637 000 habitants en Norvège[43].
- 1749 : 1 740 000 habitants en Suède[44].